# Volkswagen Karmann Ghia

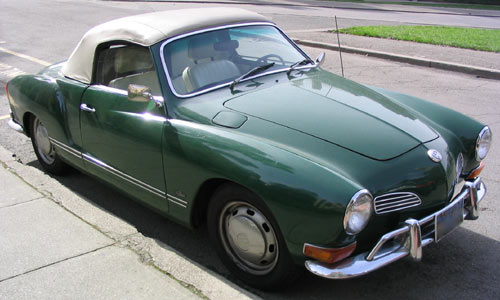
Volkswagen Karmann Ghia decapotabilă (1970)

Karmann Ghia a fost o mașină sport comercializată de Volkswagen, designul realizat de firma italiană Ghia, și construită de constructorul german Karmann. Au fost produse peste 445.000 de mașini între 1955 și 1974. Colecționarii estimează că în prezent mai sunt mai puțin de 20.000 de mașini în întreaga lume. Datorită numărului în scădere de mașini funcționale, valoarea acestei mașini este în creștere.

## Legături eterne
- Everything Karmann Ghia Arhivat în 11 ianuarie 2008, la Wayback Machine.
- VW Karmann Ghia logo[nefuncțională]